# Parlamentswahl in Mali 2020

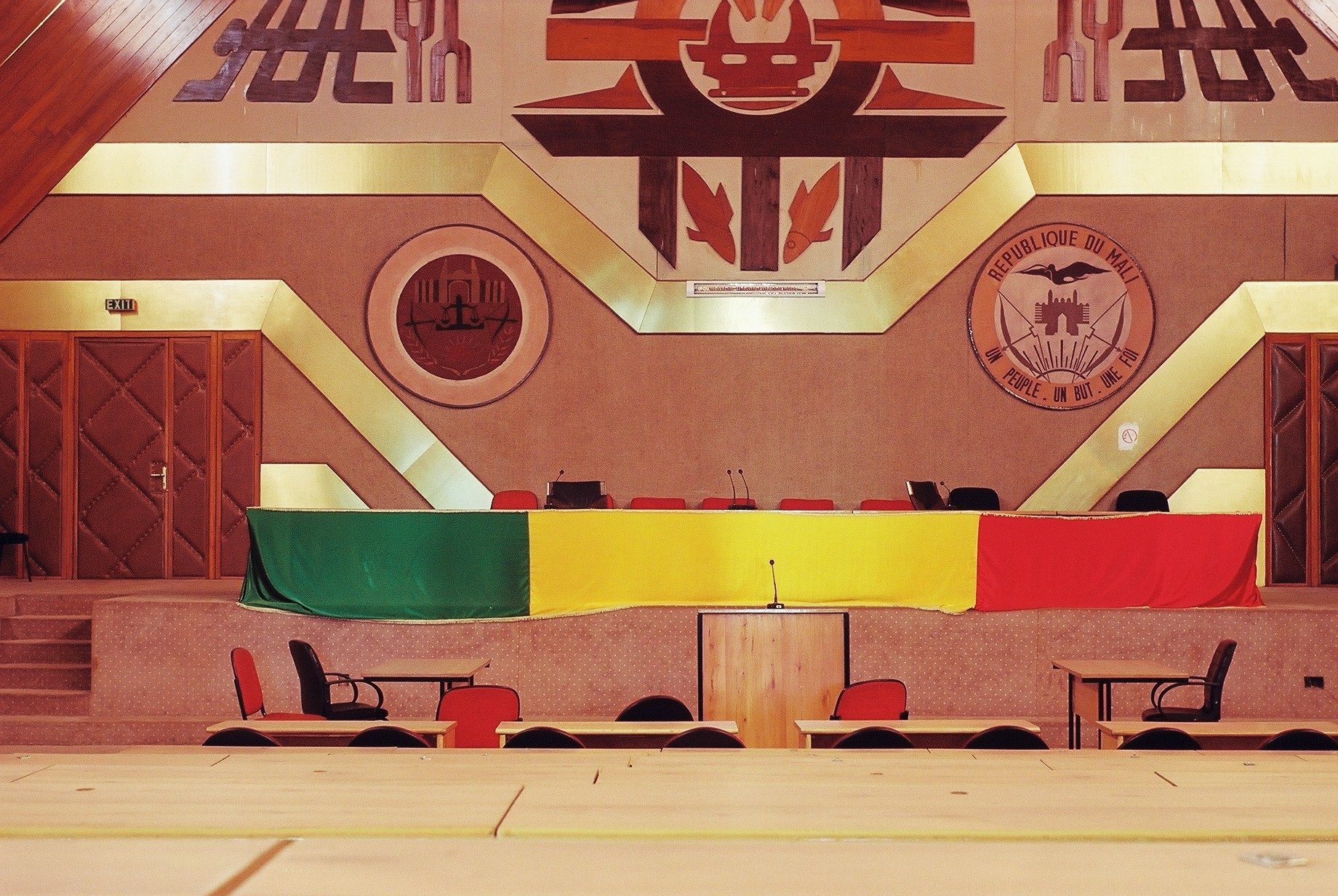
Im Gebäude der Nationalversammlung

Die erste Runde der Parlamentswahl in Mali 2020 fand am 29. März statt. Die zweite Runde wurde am 19. April durchgeführt. Gewählt werden die 147 Abgeordneten der Nationalversammlung in Mali. Die Wahlkommission Commission Electorale Nationale Indépendante (CENI) war für den Ablauf der Wahl verantwortlich. Die Wahl fand trotz terroristischer Gewalt und der COVID-19-Pandemie statt.

## Ausgangslage

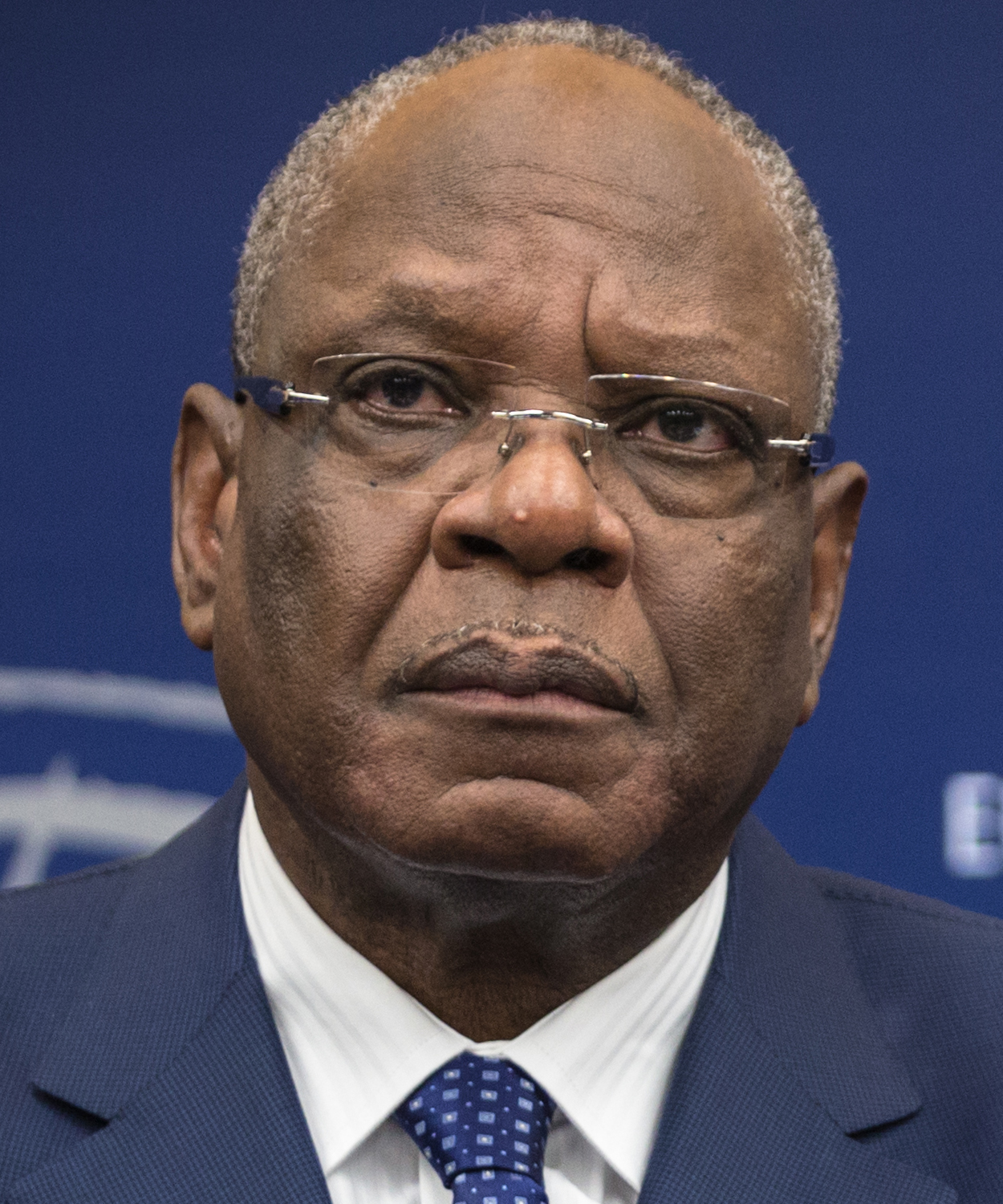
Ibrahim Boubacar Keïta (2013)

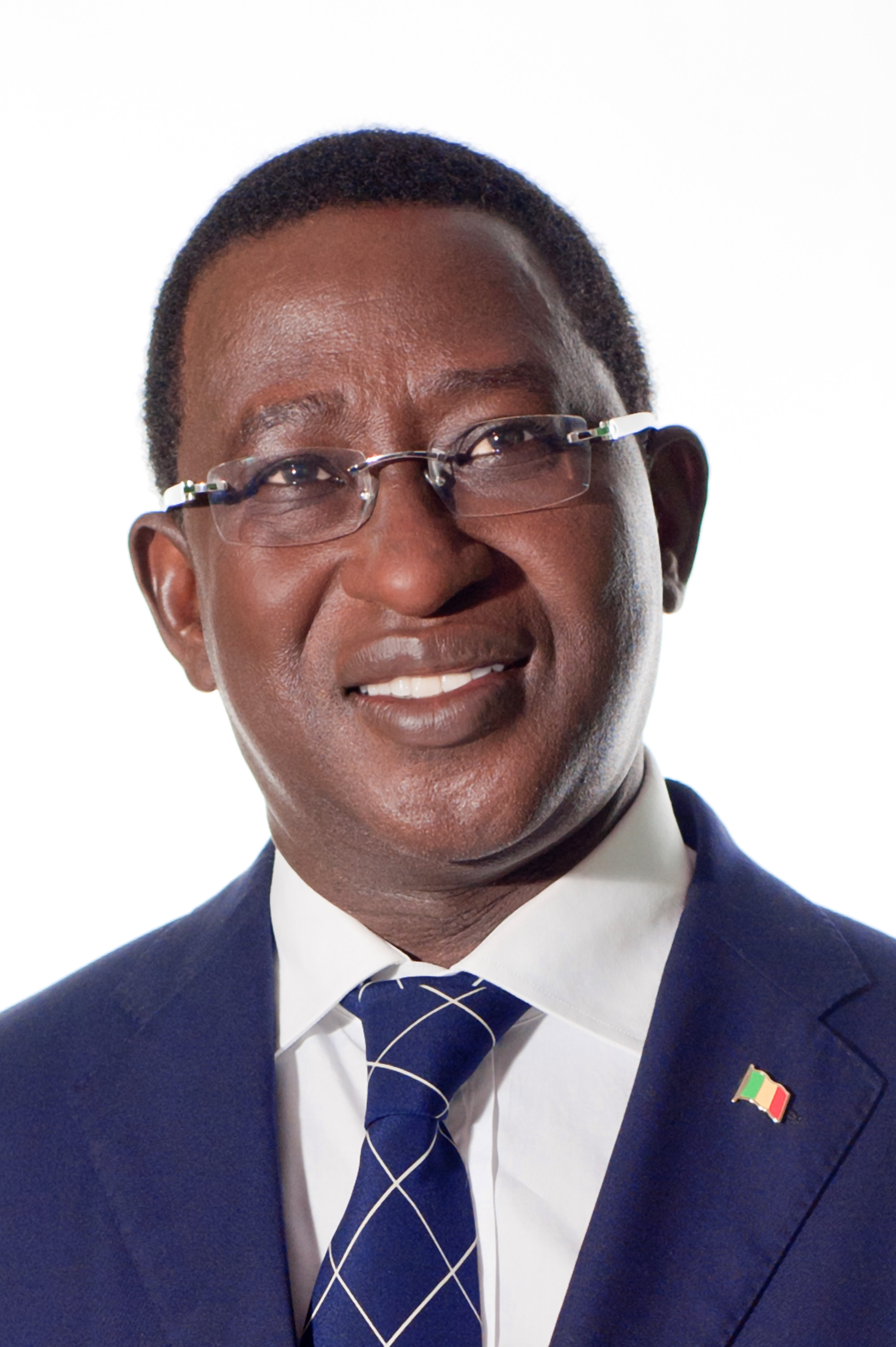
Soumaila Cissé (2013)

Die letzte Parlamentswahl hatte am 25. November und 15. Dezember 2013 stattgefunden. Die Wahl hätte somit 2018 abgehalten werden müssen, wurde aber wegen der islamistischen Gewalt im Norden und in der Mitte Malis mehrfach verschoben. Im März 2020 gab es rund 218.000 Binnenflüchtlinge im Land.
2013 hatte das Rassemblement pour le Mali (RPM), die Partei von Präsident Ibrahim Boubacar Keïta, 66 Sitze erhalten. Die Alliance pour la Démocratie en Mali – Parti Pan-Africain pour la Liberté, la Solidarité et la Justice (ADEMA-PASJ) unter Tiémoko Sangaré erhielt 44 Mandate, die Union pour la République et la Démocratie (URD) unter Soumaila Cissé 17 Sitze. Die Forces Alternatives pour la Renouveau et l’Emergence (FARE) stellte sechs Abgeordnete, die Solidarité Africaine pour la Démocratie et l’Indépendance (SADI) fünf, die Parti pour la Renaissance Nationale (PARENA) drei und die Parti pour le Développement Economique et la Solidarité (PDES) zwei. Außerdem wurden sieben Unabhängige gewählt.

## Wahlverfahren
Die 147 Abgeordneten der Nationalversammlung werden nach dem Mehrheitswahlrecht in 125 Wahlkreisen gewählt. Erhält kein Kandidat im ersten Wahlgang die absolute Mehrheit der Stimmen, findet eine Stichwahl der beiden Kandidaten mit den meisten Stimmen statt. In Wahlkreisen mit mehreren Sitzen werden diese per Blockwahl (scrutin majoritaire plurinormal) vergeben, d. h. die Parie mit den meisten Stimmen erhält alle Sitze des Wahlkreises.
Es gab über 22.000 Wahllokale. Rund 7,7 Millionen Malier waren für die Wahl registriert.

## Geschehen im Vorfeld der Wahl
Wenige Tage vor dem ersten Wahlgang wurde der Oppositionspolitiker Soumaila Cissé entführt. Er hält sich seither in den Händen Al-Kaida-naher Rebellen nahe Saraféré auf. Es gab zum Zeitpunkt der Wahl eine wachsende Zahl von Einwohnern, die an COVID-19 litten. Trotzdem wurden beide Wahlgänge abgehalten.

## Ergebnisse der ersten Runde
In 17 Wahlkreisen erhielten Kandidaten bereits im ersten Wahlgang die absolute Mehrheit. Dazu gehörte Soumaila Cissé. Die Wahlbeteiligung lag bei knapp 36 %, rund 4,5 % der Stimmen waren ungültig. Folgende Sitze wurden im ersten Wahlgang vergeben:
- RPM: 10 Sitze
- URD: 4 Sitze
- ADP-MALIBA: 3 Sitze
- ADEMA: 2 Sitze
- SADI, UM-RDA und Yéléma je 1 Sitz[3]